# Paleta (logistyka)

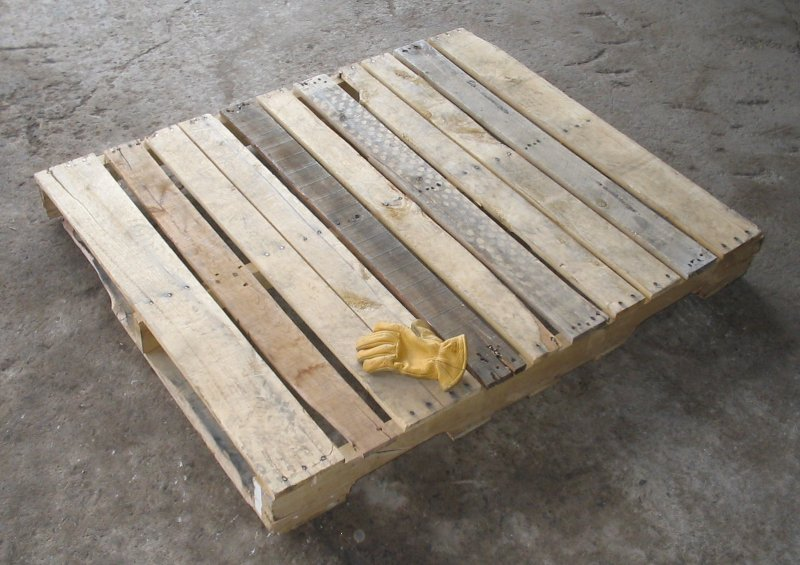
Drewniana paleta o wymiarach 1200 × 1000 mm

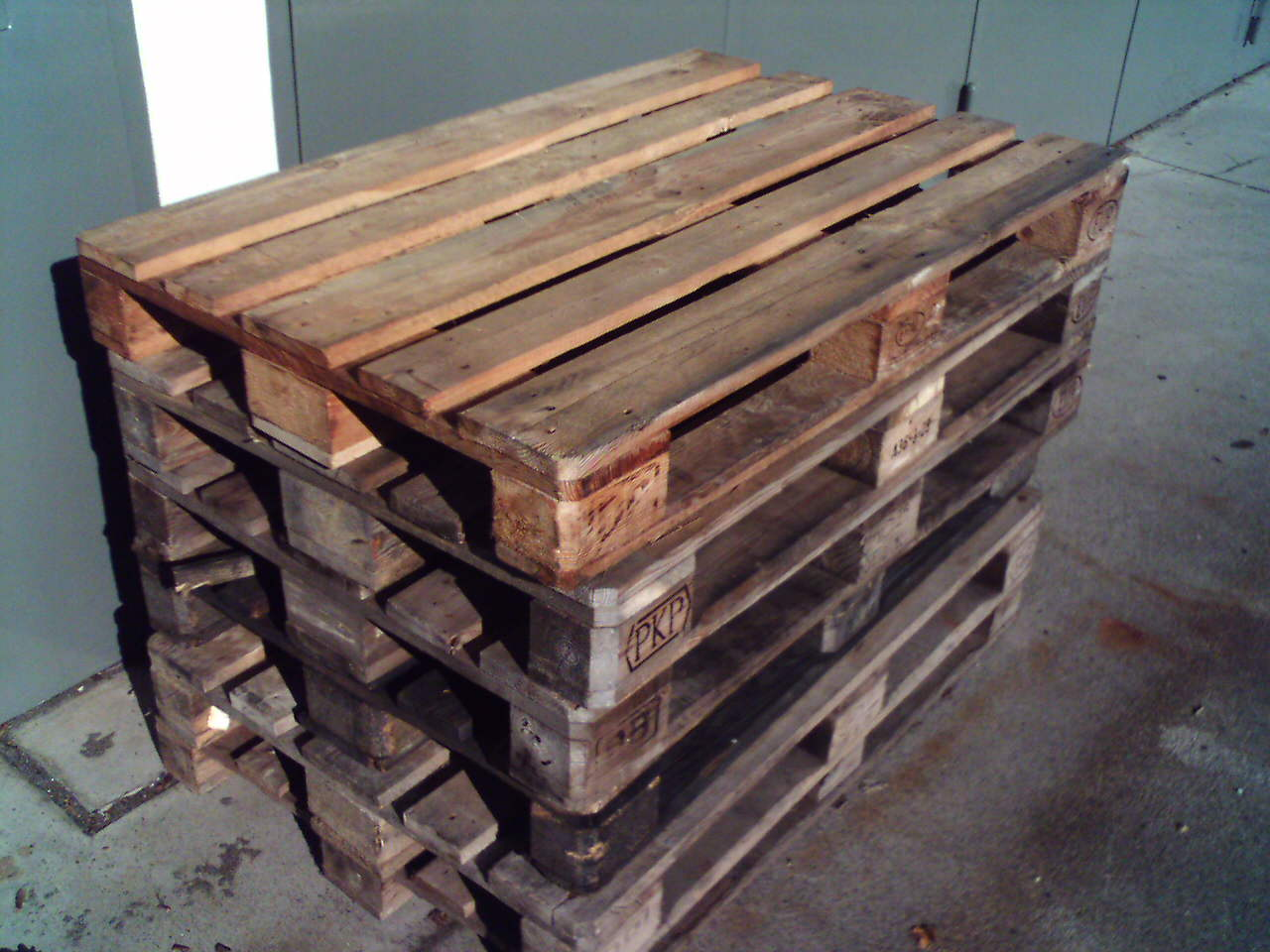
Stos europalet PKP i DB

Paleta – podniesiona platforma, przeznaczona do przenoszenia i składowania towarów. Palety są zazwyczaj zrobione z drewna i mają standardowe wymiary: 1000 × 1200 mm (ISO) oraz 800 × 1200 mm (CEN).

## Opis
Palety stosowane są jako sztywne podłoże, na którym można układać drobniejsze opakowania i transportować je w większej ilości. Zaprojektowane są tak, aby można było łatwo podnosić je za pomocą wózków widłowych. Wymiary palet zostały ustandaryzowane. Środki transportu oraz pomieszczenia magazynowe dostosowane są w większości do umieszczania w nich określonych typów palet.
Najbardziej rozpowszechniona w Europie jest tak zwana „europaleta”, oznaczana z boku napisem „(EUR)”. Waga ok: 25 kg. Europaleta została stworzona po raz pierwszy w 1950 roku przez szwedzki koncern BT Industries, jako uniwersalna paleta do wszystkich rodzajów wózków widłowych. Dodatkowo stosuje się czasami tak zwane „nadstawki paletowe”, drewniane, szczelne obudowy, osłaniające z boków i z góry towar ułożony na palecie. Spotyka się również tak zwane „skrzyniopalety”, wykonane z tworzyw sztucznych lub aluminium, które oprócz sztywnego spodu mają również ściany i klapę zamykającą od góry. Istnieją także ich wersje izotermiczne, zapewniające utrzymanie określonej temperatury we wnętrzu. Paletozbiornik jest to paleta zintegrowana ze zbiornikiem, spotyka się wersje przeznaczone dla płynów oraz dla materiałów sypkich.

Specyfikacja techniczna palety EUR

## Najczęściej spotykane typy palet
(długość × szerokość × wysokość):
- „europaleta” (EUR, EUR 1, EPAL) – 1200 × 800 × 144 mm[2], obciążenie do 1500 kg[3],
- 1/2 (EUR 6, EPAL 6) – 800 × 600 × 144 mm[4],
- ISO (EUR 2, EPAL 2) – 1200 × 1000 × 162 mm[5] (tzw. angielka lub przemysłowa),
- EUR 3 (EPAL 3) – 1000 × 1200 × 144 mm[6],
- przeznaczona do kontenerów – 1135 × 1133 mm,
- palety CP przeznaczone dla przemysłu chemicznego[7]:
  - CP1 – 1000 × 1200 × 138 mm; masa palety: 23 kg, obciążenie do 1190 kg.
  - CP2 – 800 × 1200 × 141 mm; masa palety: 17,5 kg, obciążenie do 1530 kg
  - CP3 – 1140 × 1140 × 138 mm; masa palety: 23,5 kg, obciążenie do 1030 kg
  - CP4 – 1100 × 1300 × 138 mm; masa palety: 23,5 kg, obciążenie do 1580 kg
  - CP5 – 760 × 1140 × 138 mm; masa palety: 16,5 kg, obciążenie do 1380 kg
  - CP6 – 1000 × 1200 × 156 mm; masa palety: 23,5 kg, obciążenie do 1460 kg
  - CP7 – 1100 × 1300 × 156 mm; masa palety: 23,5 kg, obciążenie do 1570 kg
  - CP8 – 1140 × 1140 × 156 mm; masa palety: 24 kg, obciążenie do 1490 kg
  - CP9 – 1140 × 1140 × 156 mm; masa palety: 25 kg, obciążenie do 1020 kg

## W logistyce Sił Zbrojnych RP
W logistyce Sił Zbrojnych RP przyjęto trzy wymiary palet: 800 × 1000 mm; 800 × 1200 mm; 1000 × 1200 mm. Podstawową i uprzywilejowaną paletą jest paleta płaska, drewniana, czterowejściowa (możliwość wprowadzenia wideł wózka paletowego z czterech stron) o wymiarach 800 × 1200 mm x 144 mm, masie własnej 25 kg i ładowności 1000 kg (europaleta drewniana).
Za paletową jednostkę ładunkową przyjmuje się paletę 800 × 1200 mm wraz z ładunkiem, przy czym wysokość ładunku wraz z paletą nie powinna przekraczać 1000 mm, masa ładunku wraz z paletą nie powinna przekraczać 1000 kg, kształt powinien być zbliżony do prostopadłościanu. Przewiduje się piętrzenie paletowych jednostek ładunkowych.
Nadstawki paletowe i palety skrzyniowe (skrzyniopalety) stosowane są gdy wymagany jest transport i składowanie ładunków, które ze względu na kształt, wymiary i cechy fizyczne nie mogą być formowane w jednostki ładunkowe na paletach płaskich.
Standardowe w SZ RP skrzyniopalety i nadstawki: (w nawiasie wysokość w mm)
- Paleta skrzyniowa składana szczelna XPZ-4 (970)
- Paleta skrzyniowa składana szczelna SPEPA (970)
- Paleta skrzyniowa składana siatkowa typ 352 (800)
- Paleta skrzyniowa sztywna siatkowa typ UIC (800)
- Nadstawka skrzyniowa składana szczelna typ PUGF (422)
- Nadstawka skrzyniowa siatkowa składana typ PUGF 2 (422)
- Nadstawka skrzyniowa siatkowa składana typ 502 (305)
- Nadstawka skrzyniowa siatkowa składana typ 503 (800)

Standardowe skrzyniopalety i nadstawki mają podstawę 800 × 1200 mm.
Przy wypełnianiu kontenera jednostkami należy stosować luzy. Jako minimalny luz przyjmuje się wartość 60 mm. Dotyczy zarówno szerokości, jak i długości kontenera.
W transporcie lotniczym stosuje się aluminiowe palety typu HCU-6E (463L) o nośności 4536 kg i masie własnej około 130 kg.

## Pozostałe informacje
Palety EURO może produkować i naprawiać każda firma, która posiada licencję EPAL i nie tylko, również koleje narodowe wielu krajów Europy posiadają licencje na produkcje palet EUR, na przykład MÁV, ČD i inne. Naprawianą paletę można poznać po charakterystycznym gwoździu naprawczym z symbolem EPAL, ale niekoniecznie. Jeżeli paleta jest naprawiana w kraju gdzie licencja jest wydawana przez kolej narodową to stosuje się zasady tej kolei. Każda paleta, która jest naprawiana przez firmę bez licencji, lub ma widoczne uszkodzenia, traktowana jest jako nie EURO – (jednorazowe, uszkodzone, inne). Palety wyprodukowane przez PKP Cargo są traktowane jako EURO, ale tylko egzemplarze wyprodukowane przed 1 maja 2004 roku. Po tym czasie firma ta nie posiadała już licencji.
W dokumentach spedycyjnych i magazynowych paletę EURO określa się jako EUP. Palety typu MAV są traktowane jako EURO, gdyż produkująca je firma posiada licencję. Wszystkie palety EPAL mają stosowny znaczek EPAL na lewym bądź środkowym wsporniku, z wyjątkiem palet włoskiej produkcji z okresu od 1 marca 1999 do 30 czerwca 2000 roku – na paletach z tego okresu nie ma znaczka EPAL. Palety czyste, ładne, „jak nowe” kwalifikuje się jako I gatunek. Palety zabrudzone, z widocznymi śladami zużycia to II gatunek.
Palety drewniane, w chwili obecnej są często zastępowane przez palety plastikowe. Są one trwalsze, nadają się do recyklingu. Zaletą palet plastikowych jest ich stała waga (tolerancja +/-2%) i odporność na promienie UV. Palety plastikowe z materiału oryginalnego HDPE lub PP mają żywotność 10–15 lat. Okres żywotności palety plastikowej zależy od częstotliwości rotacji, a także od sposobu jej użytkowania. Palety plastikowe mogą być eksportowe, ograniczonego stosowania, do regałów wysokiego składowania, a także do przemysłu spożywczego z atestem PZH.